# کیم ته ری
این یک نام کره‌ای است؛ نام خانوادگی کیم است.
کیم ته ری (کره‌ای: 김태리؛ زادهٔ ۲۴ آوریل ۱۹۹۰) بازیگر اهل کره جنوبی است. او به خاطر ایفای نقش در فیلم‌های کنیز (۲۰۱۶)، جنگل کوچک (۲۰۱۸) و رفتگرهای فضایی (۲۰۲۰) و مجموعه‌های تلویزیونی آقای آفتاب (۲۰۱۸)، بیست و پنج بیست و یک (۲۰۲۲)،  از گور برخاسته (۲۰۲۳) و جونگ‌نیون: تولد یک ستاره (2024) شناخته می‌شود.

## اوایل زندگی
کیم در ۲۴ آوریل ۱۹۹۰ در سئول به دنیا آمد. کیم پس از فارغ‌التحصیلی از دبیرستان بازرگانی پرستاری یانگ‌شین، از سال ۲۰۰۸ تا ۲۰۱۲ در رشتهٔ روزنامه‌نگاری و ارتباطات در دانشگاه کیونگ هی تحصیل کرد. کیم پس از پیوستن به یک باشگاه تئاتر کالج، در سال دوم کالج خود برای بازیگر شدن الهام گرفت.

## حرفه

### ۲۰۱۲–۲۰۱۶: اوایل کار
پس از فارغ‌التحصیلی از کالج، کیم به مدت یک سال به عنوان عضوی از خدمهٔ فنی یک گروه تئاتر در محلهٔ دائه‌هانگنو کار کرد.
بعداً، کیم به‌عنوان یک استندبای در تولید اسپون‌فیس اشتاینگر ۲۰۱۲ انتخاب شد، اما نتوانست روی صحنه اجرا کند. او متعاقباً در نمایش‌های پانسی و پرسش در مورد عشق بازی کرد و برای اجرای مجدد اسپون‌فیس اشتاینگر در سال ۲۰۱۳ انتخاب شد.
در همان سال، او «ماه جوان» را فیلمبرداری کرد، یک فیلم کوتاه که در جشنواره فیلم مستقل سئول در سال ۲۰۱۵ به نمایش درآمد. یک نسخه تئاتر در سال ۲۰۱۷ منتشر شد.
در سال ۲۰۱۴، کیم به شرکت J-Wide پیوست و در تعدادی از تبلیغات تلویزیونی ظاهر شد.
در این دوره او در چندین فیلم کوتاه بازی کرد و در تست‌های بازیگری بسیاری برای نقش‌های سینمایی شرکت کرد اما با ردهای متعدد مواجه شد.

### ۲۰۱۶–اکنون: نقش‌های اولیه و کارهای برجسته

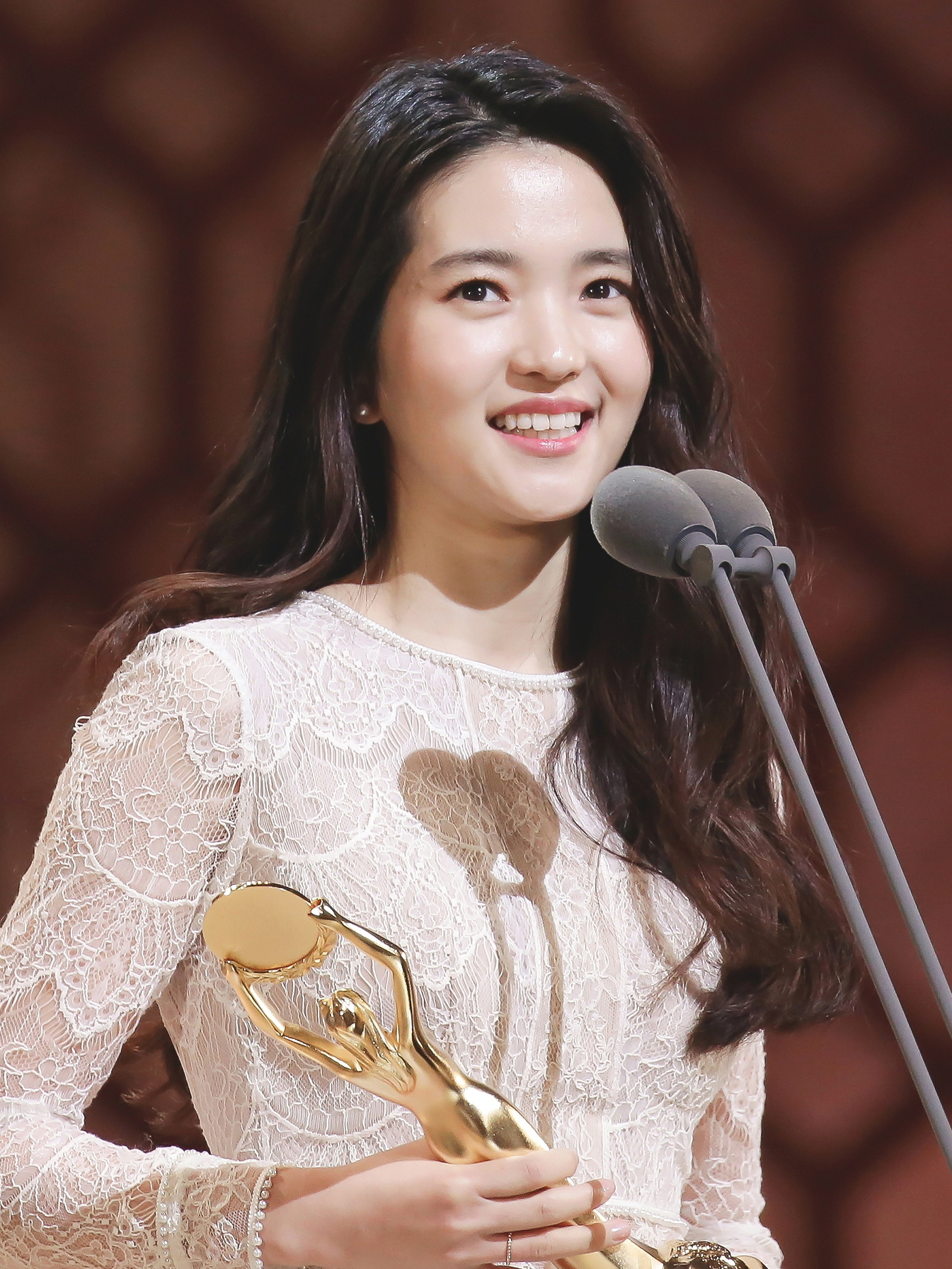
کیم در سی و هفتمین مراسم جوایز فیلم اژدهای آبی در نوامبر ۲۰۱۶

در سال ۲۰۱۶، کیم اولین فیلم بلند خود، کنیز را که کارگردانی آن بر عهده پارک چان-ووک بود انجام داد، جایی که او از بین ۱۵۰۰ بازیگر زن که برای این نقش تست داده بودند انتخاب شد.
او برای بازی در این فیلم، جایزه بهترین بازیگر زن جدید را در جوایز فیلم اژدهای آبی، جوایز کات کارگردان، جوایز فیلم بیل و جوایز منتقدان فیلم بوسان دریافت کرد. پارک اولین برداشت خود از کیم را بازگو کرد و او را به شدت به یاد اولین ملاقاتش با بازیگر کانگ هه جونگ انداخت، بازیگری که در سال ۲۰۰۳ در فیلم اولدبوی پارک پیشرفت شغلی داشت.
در سال ۲۰۱۷، کیم بخشی از گروه بازیگران فیلم هیجان‌انگیز سیاسی ۱۹۸۷: وقتی روز فرا می‌رسد بود، که نامزدی بهترین بازیگر زن در جوایز گرند بل را برای او به ارمغان آورد.
در سال ۲۰۱۸، کیم تیتر اقتباسی از فیلم کره‌ای از مجموعه جنگل کوچک شد،
که برای آن برنده جایزه کارگردان کات شد و نامزد دریافت جایزه فیلم اژدهای آبی، جایزه هنر بکسانگ و جایزه فیلم بیل، همه برای بهترین بازیگر زن شد.
در همان سال، او برای اولین بار در درام تاریخی آقای آفتاب، نوشته کیم اون-سوک، اولین حضور خود برجستهٔ انجام داد.
و برای بازی‌اش نامزد جایزه هنری بکسانگ بهترین بازیگر زن شد.
آقای آفتاب به یکی از پرمخاطب‌ترین سریال‌ها در تاریخ تلویزیون کابلی کره تبدیل شد.
در سال ۲۰۱۹، کیم در میان ۳۰ شخص زیر ۳۰ سال در مجلهٔ فوربز رده سرگرمی و ورزش رتبه‌بندی شد.
در سال ۲۰۲۱، کیم در اولین فیلم پرفروش فضایی کره رفتگرهای فضایی در کنار سونگ جونگ کی بازی کرد. در ابتدا قرار بود انتشار نخست این فیلم در ژوئن ۲۰۲۰ باشد که به دلیل کویید ۱۹ لغو شد. این فیلم در فوریهٔ ۲۰۲۱ در نتفلیکس منتشر شد. در اوت ۲۰۲۱، کیم پس از پایان قراردادش با J-Wide به منیجمنت ام‌ام‌ام نقل مکان کرد. او در سال ۲۰۲۲ در فیلم جنایی علمی تخیلی بیگانه ساخته چوی دونگ هون ظاهر شد که دو قسمت است. در همین سال، کیم در درام تلویزیونی بیست و پنج بیست و یک در کنار نام جو هیوک و بونا بازی کرد و از سال ۲۰۱۸، پس از سه سال به تلویزیون بازگشت.

## فیلم‌شناسی

### فیلم
| سال  | عنوان                    | نقش            | توضیحات      | منابع  |
| ---- | ------------------------ | -------------- | ------------ | ------ |
| ۲۰۱۶ | کنیز                     | سوک هی         |              | [ ۹ ]  |
| ۲۰۱۷ | مون یونگ                 | مون یونگ       |              | [ ۳۱ ] |
| ۲۰۱۷ | ۱۹۸۷: وقتی روز فرا می‌رسد | یون هی         |              | [ ۱۲ ] |
| ۲۰۱۸ | جنگل کوچک                | سونگ هه وون    |              | [ ۱۵ ] |
| ۲۰۲۱ | رفتگرهای فضایی           | کاپیتان جانگ   | فیلم نتفلیکس | [ ۲۵ ] |
| ۲۰۲۲ | بیگانه                   | لی آن          |              | [ ۳۲ ] |
| ۲۰۲۴ | بیگانه: بازگشت به آینده  | لی آن          |              | [ ۳۳ ] |
| ن/م  | Lost in Starlight        | نان یونگ (صدا) | فیلم نتفلیکس | [ ۳۴ ] |

### مجموعه تلویزیونی
| سال  | عنوان                | نقش           | توضیحات               | منابع  |
| ---- | -------------------- | ------------- | --------------------- | ------ |
| ۲۰۱۶ | دارودسته             | خودش          | حضور افتخاری (قسمت ۱) | [ ۳۵ ] |
| ۲۰۱۸ | آقای آفتاب           | گو ئه شین     |                       | [ ۱۹ ] |
| ۲۰۲۲ | بیست و پنج بیست و یک | نا هی دو      |                       | [ ۳۰ ] |
| ۲۰۲۳ | از گور برخاسته       | گو سان یونگ   |                       | [ ۳۶ ] |
| ۲۰۲۴ | جونگ نیون            | یون جونگ نیون |                       | [ ۳۷ ] |